# Alice Hathaway Lee Roosevelt
Alice Hathaway Lee Roosevelt, född 29 juli 1861 i Chestnut Hill, Massachusetts, död 14 februari 1884 på Manhattan i New York, New York, var Theodore Roosevelts första hustru.
Hon var 17 år när hon träffade sin blivande make, då han studerade vid Harvarduniversitetet. De gifte sig 27 oktober 1880, strax efter att han tagit examen.
Två dagar efter det att hon fött parets första barn, en flicka, avled hon 1884 av Brights sjukdom (idag benämnd Glomerulonefrit) blott 22 år gammal.
Det finns en känd amerikansk schlager från början på 1900-talet som börjar "In my sweet little Alice-blue gown..." (melodin heter på svenska "I min blommiga blå krinolin"). "Alice-blue" är en blekblå nyans, och kallas så eftersom den var Alice Hathaway Roosevelts favoritfärg.